# Bay Center
Bay Center és una concentració de població designada pel cens dels Estats Units a l'estat de Washington. Segons el cens del 2000 tenia 174 habitants.

## Demografia
Segons el cens del 2000, Bay Center tenia 174 habitants, 70 habitatges, i 42 famílies. La densitat de població era de 172,3 habitants per km².
Dels 70 habitatges en un 34,3% hi vivien nens de menys de 18 anys, en un 45,7% hi vivien parelles casades, en un 10% dones solteres, i en un 38,6% no eren unitats familiars. En el 34,3% dels habitatges hi vivien persones soles el 10% de les quals corresponia a persones de 65 anys o més que vivien soles. El nombre mitjà de persones vivint en cada habitatge era de 2,49 i el nombre mitjà de persones que vivien en cada família era de 3,19.
Per edats la població es repartia de la següent manera: un 31% tenia menys de 18 anys, un 13,2% entre 18 i 24, un 22,4% entre 25 i 44, un 19,5% de 45 a 60 i un 13,8% 65 anys o més.
L'edat mediana era de 30 anys. Per cada 100 dones de 18 o més anys hi havia 106,9 homes.
La renda mediana per habitatge era de 38.409 $ i la renda mediana per família de 42.656 $. Els homes tenien una renda mediana de 33.125 $ mentre que les dones 19.688 $. La renda per capita de la població era de 19.325 $. Aproximadament el 10,9% de les famílies i el 13,4% de la població estaven per davall del llindar de pobresa.

## Poblacions més properes
El següent diagrama mostra les poblacions més properes.